# 茶葉蛋
茶葉蛋（チャーイエダン、拼音: chá yè dàn）とは軽食として広く食べられている中華料理の一種で、ゆで卵の殻にひびを入れてから茶葉や醤油、香辛料などとともに煮込んだもの。茶蛋（チャータン）もしくは茶鶏蛋（チャジーダン）ともいう。日本では「台湾風煮卵」と紹介されることがある。英語では tea egg 、もしくはひびから染み込んだ煮汁が大理石状の模様を描くことから marble eggと呼ばれる。世界各地の中華街において露天商や夜市で広く売られており、アジア料理店でもよく供される。中国に起源を持ち、古くから中華料理の一部とみなされてきたが、アジアのいたるところで同様のレシピやバリエーションが発展してきた。

## 調理法

### 標準的・伝統的な調理法

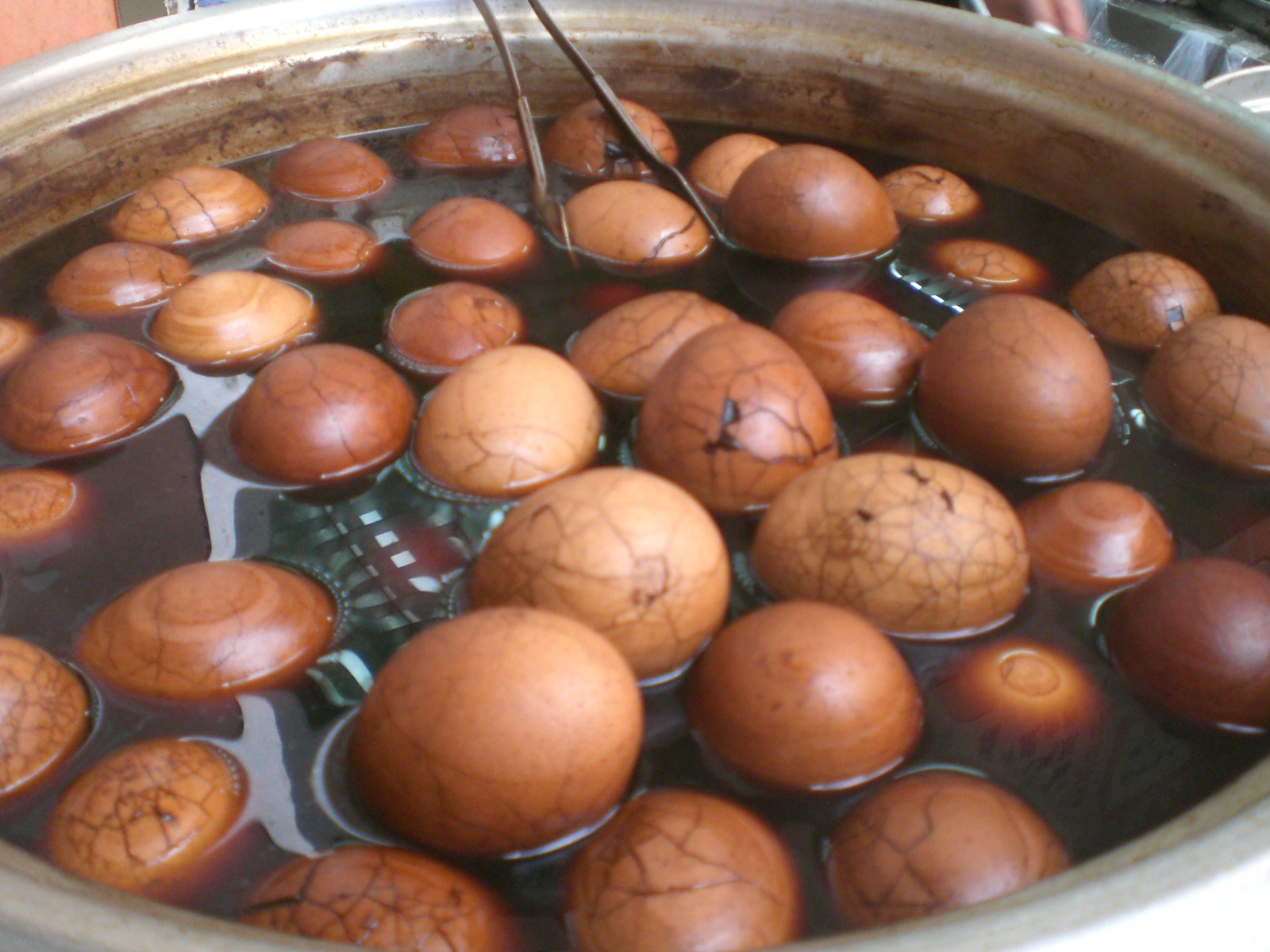
殻付きの茶葉蛋が香辛料と茶葉の煎じ汁に漬けられている。

香り高く風味の良い茶葉蛋は中国に古くから伝わる食品である。通常のレシピでは様々な香辛料、醤油、発酵茶葉が使用される。一般的に使われる香辛料は八角、桂皮、陳皮、花椒など（五香粉）。茶の種類は紅茶、烏龍茶、プーアル茶、ジャスミン茶など様々である。茶葉を使わないレシピもあるがやはり「茶葉蛋」と呼ばれる。
伝統的な作り方では、まず卵を固ゆでにしてから冷やし、殻全体に軽くひびを入れる。香辛料と茶葉を入れた煮汁に卵を漬けて弱火で煮込む。数十分から2時間ほど経ったら火から下ろし、しばらくそのまま汁を吸わせる。汁に漬けたまま一晩おくとよく味が染みる。完成した卵の殻を剥くと、煮汁が染みたことによってひび割れと同じ形に大理石状の模様が現れる。通常のレシピでは卵は黄身まで固ゆでになるが、高級なレストランでは半熟のまま漬け込んだものも供される。
殻にひびを入れるところまで自動で行ってくれる電気式の卵ゆで器も市販されている。 

### 簡単な調理法

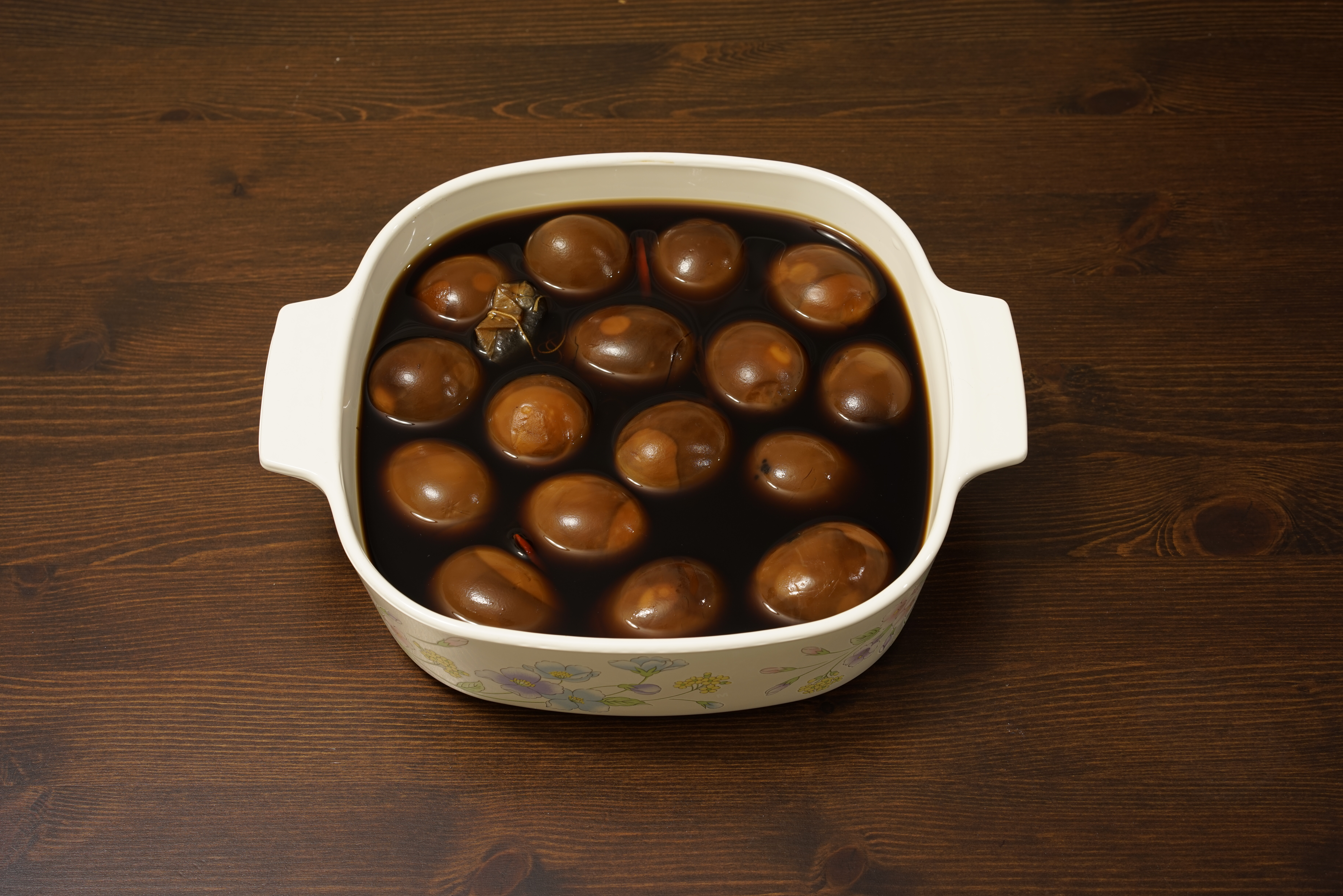
簡単な作り方では、汁に漬ける前に殻を剥いてしまう。

別の作り方として、茹であがった卵の殻を剥いてから煮込む方法がある。この方法は伝統的な方法よりも漬け時間が短くて済むが、ひび割れ模様がつかないため外見的な魅力には欠ける。漬け時間は好みにより、長くするほど味が濃くなる。完全な茶葉蛋は、卵本来の味と香辛料とのバランスがとれていなければならない。このタイプの茶葉蛋は滷水蛋とよく似ている。

## 外見と味

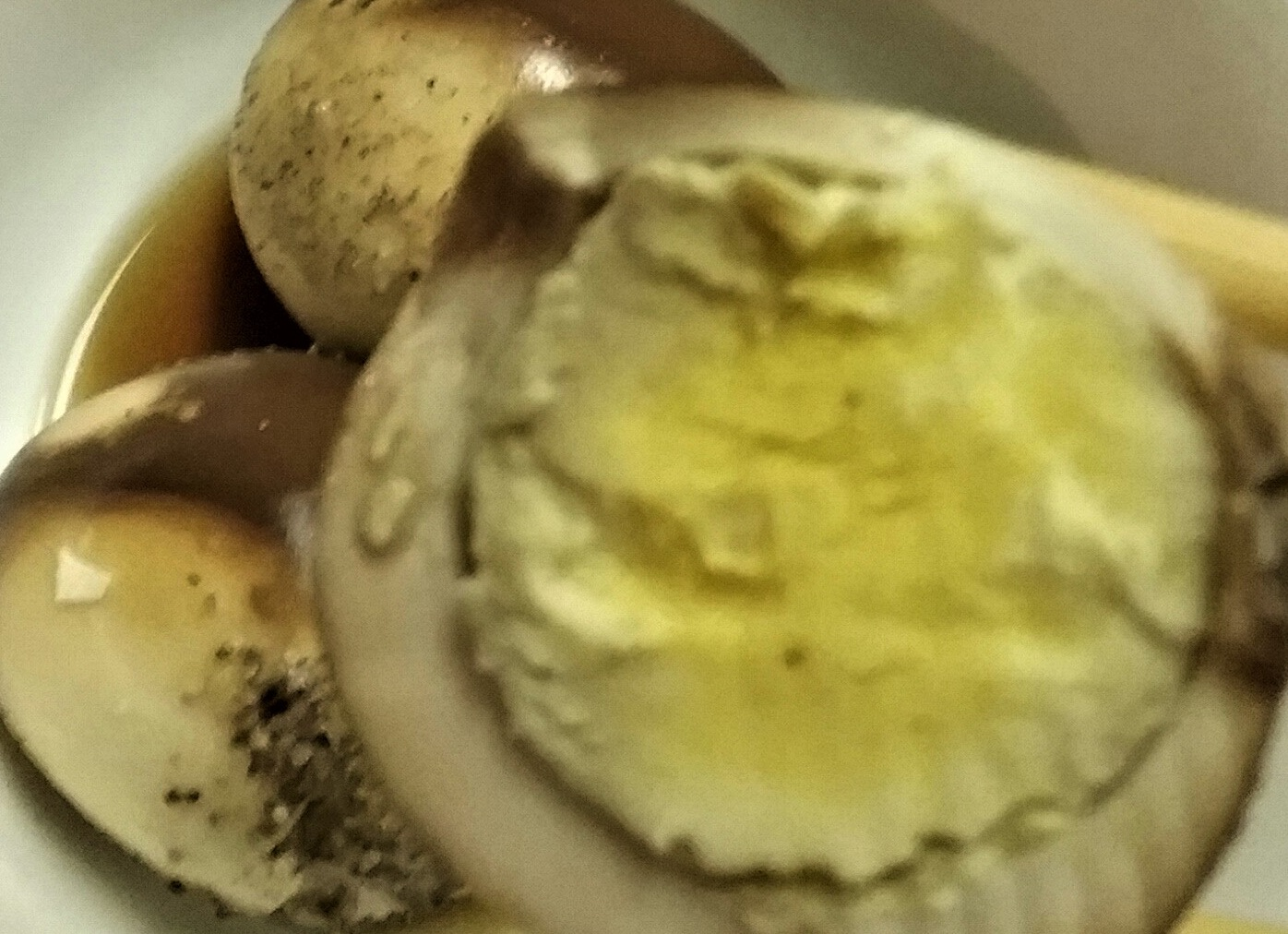
中身のアップ。

剥いた卵の表面は薄茶色になり、殻の割れ目に沿って茶色の模様が付く。長時間煮ると黄身の表面に灰色の薄い層ができるが支障はない。味は茶の種類と濃さ、香辛料の種類によって変わる。五香粉は卵に香りを乗せ、諸湯で白身にわずかに塩気のある味をつけ、茶葉は黄身の風味を引き出す。
台湾のシェフによれば、茶葉蛋の魅力は味の浸みた白身であり、固ゆででボソボソする黄身は香りを添える程度の役割だという。

## 地域的なバリエーション

### 中華人民共和国

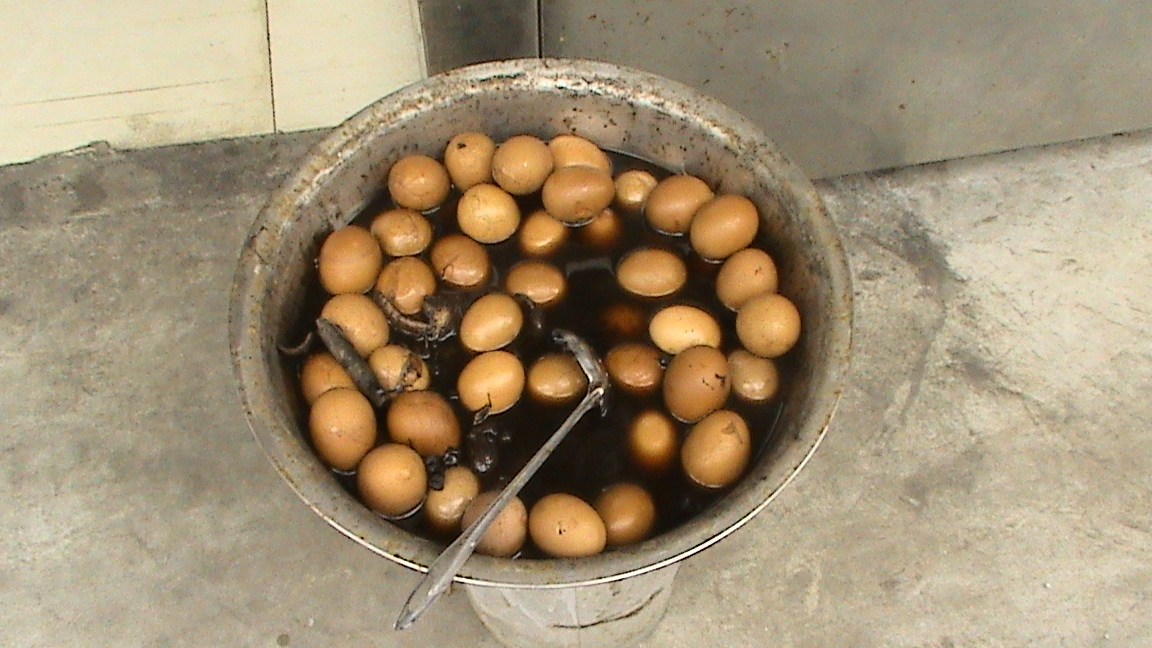
金属のボウルに茶葉蛋を入れて火にかけたところ。中国全土で見られる光景。

大陸中国では、茶葉蛋は家庭料理としてご馳走の部類に入る。また食料品店や料理店、露店でも売られている。

### 台湾
台湾では茶葉蛋はコンビニエンスストアの定番商品であり、店内に特有の八角の匂いを漂わせる。セブンイレブン・チェーンだけでも年平均で4千万個の売り上げがある。近年では茶葉蛋の大手メーカーからラズベリーやブルーベリーなどフルーツを用いた味付け卵や鹹蛋も発売されている。

### インドネシア
インドネシアでは中華料理の茶葉蛋が食文化に取り入れられてテロール・ピンダンとなり、一部別の材料が使われるようになった。テロール・ピンダンは固ゆで卵を香辛料、塩、醤油で煮込んで作るが、発酵茶の代わりにエシャロットの余った皮、チークの葉、グアバの葉を用いて暗褐色に色づけする。インドネシア全域で一般的な料理だが、特にジャワ島と南スマトラ州で人気がある。トゥンペン、ナシクニン、ナシチャンプルに入れて食べることも多い。ジョグジャカルタ市ではテロール・ピンダンをナシグドゥッや白米とともに供する。

### マレーシア
マレーシア版の茶葉蛋であるテロール・ピンダンはジョホール州に起源を持つと言われており、その地で最も浸透しているが、マレー半島一帯に広まっている。マレー南部では土地ごとに伝統的なジョホール風のレシピの変種が作られている。調理に時間と材料がかかるため日常的な食品ではなく、結婚式のような特別な機会に食べられる。しかし今日ではテロール・ピンダンを製造する全国規模のメーカーも多い。